# Julius Katchen
Pour les articles homonymes, voir Katchen.
Julius Katchen est un pianiste américain né le 15 août 1926 à Long Branch (New Jersey, États-Unis) dans une famille d’origine juive émigrée de Russie, et mort le 29 avril 1969 à Paris (France).

## Biographie
Julius Katchen commence l'apprentissage du piano à l'âge de cinq ans avec comme professeur sa grand-mère et étudie le solfège (contrepoint, harmonie et composition) et le violon avec son grand-père.
Lors de sa première apparition publique, âgé de onze ans, il interprète le Concerto en ré mineur de Mozart avec l'orchestre de Philadelphie dirigé par Eugene Ormandy. Mais, dès 14 ans, son père l’oblige à reprendre des études plus conventionnelles : il obtient au « Haverford College » un diplôme en philosophie en 1946, date à laquelle il part pour Paris. C’est là que commence sa carrière internationale. En effet, il représente les États-Unis au premier Festival International de l’UNESCO, et y joue le Concerto pour piano nº 5 de Beethoven, « l’Empereur », accompagné par l’Orchestre national de la Radiodiffusion française. Les concerts qu'il donne par la suite avec l'orchestre philharmonique de New York, et les orchestres symphoniques de Chicago et de Detroit confirment un début de carrière particulièrement brillant pour le jeune homme, qui décide à la fin des années 1950, de s’installer à Paris de façon permanente. C’est d’ailleurs dans cette ville qu’il décèdera d’un cancer le 29 avril 1969.

## Le jeu de Katchen
Katchen aimait les programmes de concert « lourds » : en 1964, il donne en quatre soirées, à Londres, l’intégrale de l’œuvre pour piano de Brahms, qu’il a d’ailleurs enregistrée. Cette intégrale, considérée comme une référence, a été couronnée par un Grand Prix du Disque. Cependant on a pu reprocher à Katchen un jeu trop virtuose et pas assez incarné. Les critiques, tout en demandant « qu’il soit pardonné à tous ceux qui ont cru que cet homme avait quatre mains » (critique après un concert de Katchen), accusent le jeune homme de trop jouer avec ses mains, et pas assez avec son cœur. Katchen doit attendre ses dernières années pour obtenir des critiques plus laudatives, remarquant notamment, lors d’un concert consacré à Beethoven, « une sensibilité et une maturité étonnantes ».
Au-delà de la polémique, l’on constate[réf. souhaitée] que son répertoire s’étend plus loin qu’à la seule musique de Brahms. Katchen a enregistré Balakirev, Chopin, Liszt, Moussorgski, Prokofiev (le Concerto pour piano no 3), Ravel (les deux Concerti), mais aussi des compositeurs plus inattendus, comme Ned Rorem ou Ernő Dohnányi (Ernst von Dohnányi). Ses derniers enregistrements sont particulièrement brillants : il s’agit du Concerto pour la main gauche de Ravel, du Troisième concerto de Prokofiev, et de la Rhapsody in Blue de Gershwin, tous trois accompagnés du chef d’orchestre Istvan Kertesz, en novembre 1968. Katchen se savait gravement malade et nous lègue par ces trois enregistrements une sorte de testament musical.
Les deux coffrets consacrés à Julius Katchen que Philips a publiés dans la collection « Grands pianistes du XXe siècle » donnent une bonne idée du style de cet interprète.

## Discographies
- Brahms, The Complete Works for Solo Piano and the Complete Works for Violon and Piano, Julius Katchen (piano), Josef Suk (violon), Decca, SDDA261-9 (9 disques), 1971
(enregistrement de toutes les œuvres de Brahms pour le piano solo)